# Прайс, Нэнси
Нэнси Прайс (англ. Nancy Price; 3 февраля 1880 — 31 марта 1970) — британская актриса театра и кино, а также театральный режиссёр

. Её актёрская карьера началась в репертуарном театре, прежде чем она перешла на лондонскую театральную сцену, немые фильмы, радиостанции, и, наконец, на телевидение. Помимо всего прочего она стала участвовать в театральных постановках и была одним из основателей «Народного театра».

## Личная жизнь
Родилась под именем Лилиан Нэнси Бах Прайс в Кинвере, в графстве Стаффордшир, в Англии, в 1880 году. Была дочерью Уильяма Генри Прайса (отставного фермера) и Сары Манникс. Её мать была внучкой Сэра Генри Манникса. После обучения сначала в сельской школе, а затем в Мальверн Уэллсе, она решила стать актрисой. 17 мая 1907 года она вышла замуж за актёра Чарльза Мода, и они были вместе вплоть до его смерти в 1943 году. У них были две дочери: Джоан Мод и Элизабет Мод. Джоан, Элизабет и дочь Элизабет, Дженнифер Уиппс — также были актрисами. После рождения дочерей Чарльз и Нэнси жили в деревне в Финдоне в Сассексе, в коттедже 'Аркана' в Даунсе. Она проживала в Финдоне вплоть до своей смерти в 1970 году.

## Театральная карьера
Присоединилась к театральной труппе Ф. Р. Бенсона будучи школьницей. Труппа специализировалась на шекспировских пьесах и гастролировала по провинциальным городам. Настоящий прорыв в её карьере наступил, когда она привлекла к себе внимание Сэра Герберта Бирбома Три, который в 1902 году предложил ей роль Калипсо в постановке Стивена Филлипса Ulysses в «Театре Её Величества», в Лондоне. Данная роль актрисе принесла большой успех. В постановке Letty (1904) роль Хильды Ганнинг была переписана под актрису Артуром Уингом Пинеро. Об этой роли театральный критик Дж. Т. Грейн писал: «В то время как остальные актёры лишь укрепили свою славу, мисс Нэнси Прайс, исполняя роль продавщицы Хильды, только заработала себе имя. Если правильно понять персонажа, можно понять, что мисс Прайс исполнила роль практически идеально». В 1909 году она появилась в роли Миссис Д’Акиллы в постановке Джорджа Данса The Whip в театре «Друри-Лейн». Позже в 1911 году она присоединилась к труппе Эдит Крэйг «Pioneer Players» в Kingsway Theatre, для выступления в постановке Кристофера Ст. Джона Первые актрисы. В марте 1912 года она выступила в роли Индии в постановке Сэра Эдуарда Элгара Корона Индии в Лондонском Колизее.
В 1930 году вместе с театральным импресарио голландского происхождения Джей-Ти Грейном, Нэнси основала «Народный театр». Первым проведённым спектаклем стала постановка по мотивам произведения Ф. Энсти The Man from Blankleys в Fortune Theatre. Когда Грейн покинул труппу, Нэнси стала её почётным директором и в 1932 году театр постоянно обосновался в здании Little Theatre in the Adelphi с Нэнси в качестве заведующей. В 1941 году здание было уничтожено. В течение этого периода Нэнси вместе с English School Theatre Movement давала представления с шекспировскими постановками для детей рабочего класса.
В 1950 году, Нэнси была награждена Орденом британской империи за заслуги перед сценой. В том же году она совершила своё последнее появление на сцене в постановке Эдена Филлпоттса The Orange Orchard в the New Lindsey Theatre.

## Театральные выступления
| Сезон   | Постановка                                | Театр                                                 | Роль                          | Примечания |
| ------- | ----------------------------------------- | ----------------------------------------------------- | ----------------------------- | --- |
| 1900    | Pericles                                  | Королевский Шекспировский театр, Стратфорд-апон-Эйвон | Диана                         | |
| 1900    | Макбет                                    | Королевский Шекспировский театр, Стратфорд-апон-Эйвон | Хеката                        | |
| 1902    | Ulysses                                   | Театр Её Величества, Лондон                           | Калипсо                       | Написана Стивеном Филлипсом, спродюсирована Бирбомом Три |
| 1902-03 | The Eternal City                          | Театр Его Величества, Лондон                          | Принцесса Беллини             | Адаптация романа Холла Кейна с таким же названием |
| 1903    | Em’ly                                     | Театр Адельфи, Лондон                                 | Роза Дартл                    | |
| 1903    | A Snug Little Kingdom                     | Royalty Theatre, Лондон                               | Сестра Хоуп                   | |
| 1903    | The Two Mr. Wetherbys                     | Королевский аквариум, Лондон                          | Констанция                    | Адаптация произведения Ст. Джона Хокинса. Первоначально поставлена в Stage Society                                                                                     |
| 1903-04 | Letty                                     | Duke of York’s Theatre, Лондон                        | Хильда Ганнинг                | |
| 1908    | The Gay Lord Quex                         | Garrick Theatre, Лондон                               | Софи Фуллгарни                | |
| 1908-09 | A Modern Aspasia                          | Театр Олдвич, Лондон                                  | Мюриэль Мередит               | Постановка Хамильтона Файфа. Также в ней принял участие её муж, Чарльз Мод                                                                                             |
| 1909    | One of the Best                           | Театр Олдвич, Лондон                                  | Эстер Ковентри                | Постановка Сеймура Хикса |
| 1909    | The Fountain                              | Театр Олдвич, Лондон                                  | Дина Киппин                   | Постановка Джорджа Кальдерона |
| 1909-10 | The Whip                                  | Королевский театр «Друри-Лейн», Лондон                | Миссис Д’Акилла               | |
| 1910-11 | Vision Of Delight                         | Театр Её Величества, Лондон                           |                               | Постановка написана Беном Джонсоном |
| 1911    | Первые актрисы                            | The Kingsway Theatre, Лондон                          | Маргарет Хьюз                 | |
| 1911    | The Merchant of Venice                    | Королевский Шекспировский театр, Стратфорд-апон-Эйвон | Портия                        | |
| 1915-16 | Ричард III                                | Театр Его Величества, Лондон                          |                               | |
| 1923    | Outward Bound                             | Everyman Theatre, Лондон                              | Миссис Клайвдон-Бэнкс         | Написана Саттоном Уэйном |
| 1923-24 | Ambush                                    | Garrick Theatre, Лондон                               | Харриет Никколс               | |
| 1925    | Энрико IV (Генри IV)                      | Everyman Theatre, Лондон                              | Марчионесс Матильда Спина     | |
| 1925    | And That’s the Truth (If You Think it is) | Lyric Theatre, Hammersmith, Лондон                    | Сигнора Флора                 | По мотивам произведения Луиджи Пиранделло Così è (se vi pare) |
| 1925    | Глориана                                  | Little Theatre in the Adelphi, Лондон                 | Принцесса Элизабет            | Появилась на сцене вместе с Джоном Гилгудом |
| 1929-30 | Белль: или что случилось с братом?        | театр «Принц Уэльский», Лондон                        | Энни Коллинз                  | Позже была поставлена в Down Our Street |
| 1931    | Серебряная коробка                        | Fortune Theatre, Лондон                               | Миссис Джонс                  | Постановка написана Джоном Голсуорси |
| 1931    | Саломея                                   | Театр Савой, Лондон                                   | Иродиада                      | Первая публичная постановка ранее запрещённой пьесы Оскара Уайлда |
| 1932    | Trifles                                   | Duchess Theatre, Лондон                               | Миссис Хейл                   | Постановка написана Сьюзан Глэспелл |
| 1932    | Дом Элисон                                | Little Theatre in the Adelphi, Лондон                 | Мисс Агата                    | За данную постановку Сьюзан Глэспелл получила Пулитцеровскую премию |
| 1934    | Медсестра Кэвелл                          | Vaudeville Theatre, Лондон                            | Эдит Кавелл                   | Постановка написана К. Э. Бехгофером и С. С. Форестером |
| 1939    | Миссис Ван Клик                           | Playhouse Theatre, Лондон                             | Миссис Ван Клик, главная роль | Постановка основана по мотивам одноимённого произведения Элионор Мордаунт опубликованного в 1933 году Проходила с 10 марта по 15 апреля 1939 [The Times 18 марта 1939] |
| 1941-42 | Whiteoaks                                 | Theatre Royal, Bath                                   |                               | |
| 1943    | Vintage Wine                              | Grand Theatre, Blackpool                              | Мадам Попинот                 | |
| 1943-44 | Йун Габриэль Боркман                      | The Playhouse Theatre, Liverpool                      |                               | |
| 1944-45 | Лиза                                      | The Playhouse Theatre, Liverpool                      |                               | |
| 1950    | The Orange Orchard                        | New Lindsey Theatre, Лондон                           | Марта Бланчард                | |

## Кинокарьера
Будучи работая в «Уэст-Энде» Нэнси дебютировала в чёрно-белом немом фильме Лионская почта. В дальнейшем она появилась ещё в восьми немых фильмах до своего первого «звукового кино» Американский узник, который был записан в монозвучании в 1929 году. Последним немым фильмом с её участием стал The Price of Divorce, срежиссированный Освальдом Митчеллом, который в итоге добавил в фильм звук и выпустил его под названием  Such is the Law.

## Фильмография
| Год  | Название                      | Роль                  | Примечания                                       |
| ---- | ----------------------------- | --------------------- | ------------------------------------------------ |
| 1916 | Лионская почта                | Джанет                |                                                  |
| 1921 | Belphegor the Mountebank      | Графиня де Бланжи     |                                                  |
| 1923 | Bonnie Prince Charlie         | Леди Кингсбург        | Появилась вместе с Айвором Новелло               |
| 1923 | Женщина, которая повиновалась | Гувернантка           |                                                  |
| 1923 | Comin' Thro' the Rye          | Миссис Титмоус        |                                                  |
| 1923 | Любовь, жизнь и смех          | Жена друга            |                                                  |
| 1927 | Huntingtower                  | Миссис Моран          | По мотивам произведения Джона Бакена             |
| 1928 | His House in Order            | Леди Риджли           | Немой фильм, который многие считают потерянным   |
| 1928 | The Price of Divorce          |                       | Выпущен под названием Such is the Law            |
| 1929 | Американский узник            | Лоуи Ли               |                                                  |
| 1930 | Любовники Роберта Бернса      | Поузи Нэнси           |                                                  |
| 1930 | Such Is the Law               | Тётя                  |                                                  |
| 1931 | The Speckled Band             | Миссис Стоунтое       | Ранняя экранизация Шерлока Холмса                |
| 1932 | Down Our Street               | Энни Коллинз          |                                                  |
| 1934 | The Crucifix                  | Миссис Брайни         |                                                  |
| 1939 | Звёзды смотрят вниз           | Марта Фенвик          | Адаптация произведения А. Д. Кронина             |
| 1940 | Обувь мертвеца                | Мадам Пеллитье        | Одна из первых ролей Родди Макдауэлла            |
| 1942 | Секретная миссия              | Виолетт, домработница |                                                  |
| 1944 | Мадонна семи лун              | Мама Баруччи          | Производство Gainsborough Pictures               |
| 1945 | I Know Where I’m Going!       | Миссис Крозье         | Одна из первых ролей Петулы Кларк                |
| 1945 | I Live in Grosvenor Square    | Миссис Уилсон         |                                                  |
| 1946 | Карнавал                      | Миссис Трюхелла       |                                                  |
| 1947 | Master of Bankdam             | Лидия Кроутер         | Николас Парсонс во второстепенной роли           |
| 1948 | The Three Weird Sisters       | Гертруда Морган-Воэн  | Одним из сценаристов был Дилан Томас             |
| 1950 | Обнажённое сердце             | Тереза Супренант      | Фильм также известен по названию Мария Чапделейн |
| 1952 | Мэнди                         | Джейн Эллис           | Производство Ealing Studios                      |

## Телекарьера
| Год  | Название передачи  | Роль                   | Примечание                                                 |
| ---- | ------------------ | ---------------------- | ---------------------------------------------------------- |
| 1938 | Уилл Шекспир       | Королева Виктория      | BBC production                                             |
| 1948 | Медсестра Кевелл   | Эдит Кевелл            | BBC production                                             |
| 1949 | Down Our Street    | Энни Коллинз           | BBC production                                             |
| 1950 | Серебряная коробка | Миссис Джонс           | BBC production по мотивам постановки Джона Голсуорси       |
| 1950 | Thérèse Raquin     | Мадам Ракуин           | BBC production по мотивам романа Thérèse Raquin Эмиля Золя |
| 1950 | The Orange Orchard | Марта Бланчард         | BBC production                                             |
| 1951 | Whiteoaks          | Бабушка Аделины Уайток | BBC production                                             |

### Постановки
- Whiteoaks: A Play (с Mazo de la Roche, Macmillan, 1936)
- The Orange Orchard (с Eden Phillpotts, London: Samuel French, 1951)

### Поэмы
- Hurdy-Gurdy (London : Frederick Muller, 1944)

### Романы
- Ta-mera (London : Hutchinson & Co., 1950)

### Мемуары и дневники
- Behind the Night-Light: the by-world of a child of three. Described by Joan Maude and faithfully recorded by Nancy Price (London : John Murray, 1912)
- Vagabond’s Way. Haphazard wanderings on the fells … With illustrations by A.S. Hartrick (London : John Murray, 1914)
- Shadows on the Hills, etc. On the English Lake District. With plates (London : Victor Gollancz, 1935)
- The Gull’s Way. An account of a cruise along the East Coast of England (London : Victor Gollancz, 1937)
- Nettles and Docks, etc. Essays (London : G. Allen & Unwin, 1940)
- Jack by the Hedge, etc. Sketches of country life (London : Frederick Muller, 1942)
- I had a Comrade «Buddy» On the author’s dog (London : G. Allen & Unwin, 1944)
- Tails and Tales. On dogs (London : Victor Gollancz, 1945)
- Where the Skies Unfold, etc. Essays (Birmingham : George Ronald, 1947)
- Wonder of Wings. A book about birds (London : Victor Gollancz, 1947)
- Acquainted with the Night. A book of dreams (Illustrated by Michael Rothenstein, Oxford : George Ronald, 1949)
- Bright Pinions. On parrots (Oxford : George Ronald, 1952)
- Feathered Outlaws (London & Worthing : Henry E. Walter, 1953)
- In Praise of Trees. An anthology for friends (London : Frederick Muller, 1953)
- Into an Hour-Glass. An autobiography (London : Museum Press, 1953)
- Pagan’s Progress. High days and holy days (London : Museum Press, 1954)
- The Heart of a Vagabond. On country life in Sussex (London : Museum Press, 1955)
- I watch and listen. A book mainly concerned with the courtship and song of birds (London : Bodley Head, 1957)
- Winged Builders. A book of bird lore, chiefly concerned with the nesting, building and family habits of British birds (London : George Ronald, 1959)
- Each in his own way! Personalities I have valued, selected from my album of memories … Woodcuts by William Wood (London : Frederick Muller, 1960)